# Illingen (Sarre)
Pour les articles homonymes, voir Illingen.
Illingen (en Sarrois Ilinge) est une commune de Sarre en Allemagne, située dans l'arrondissement de Neunkirchen.

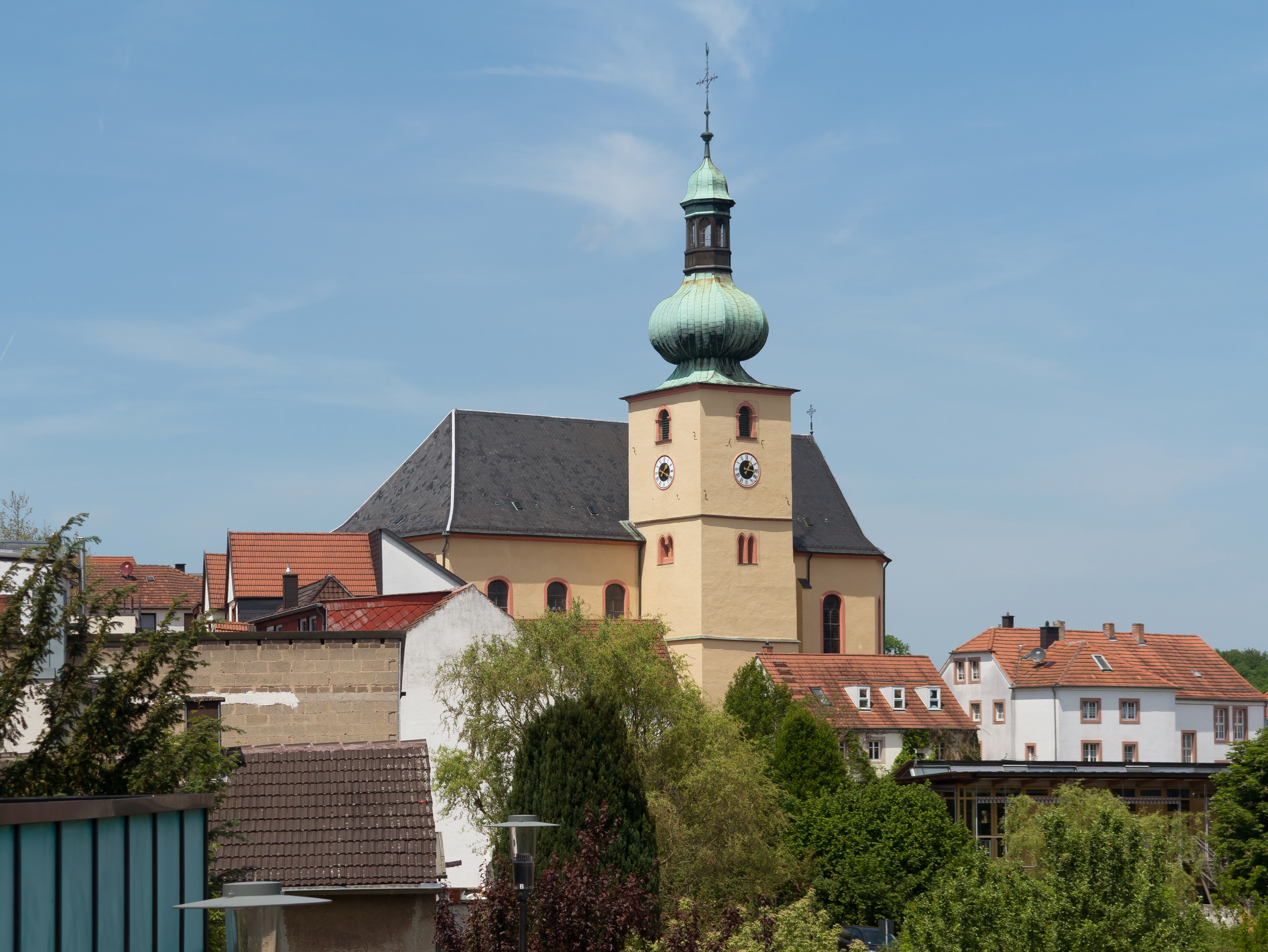
Illingen, l'église: die Sankt Stephan Kirche

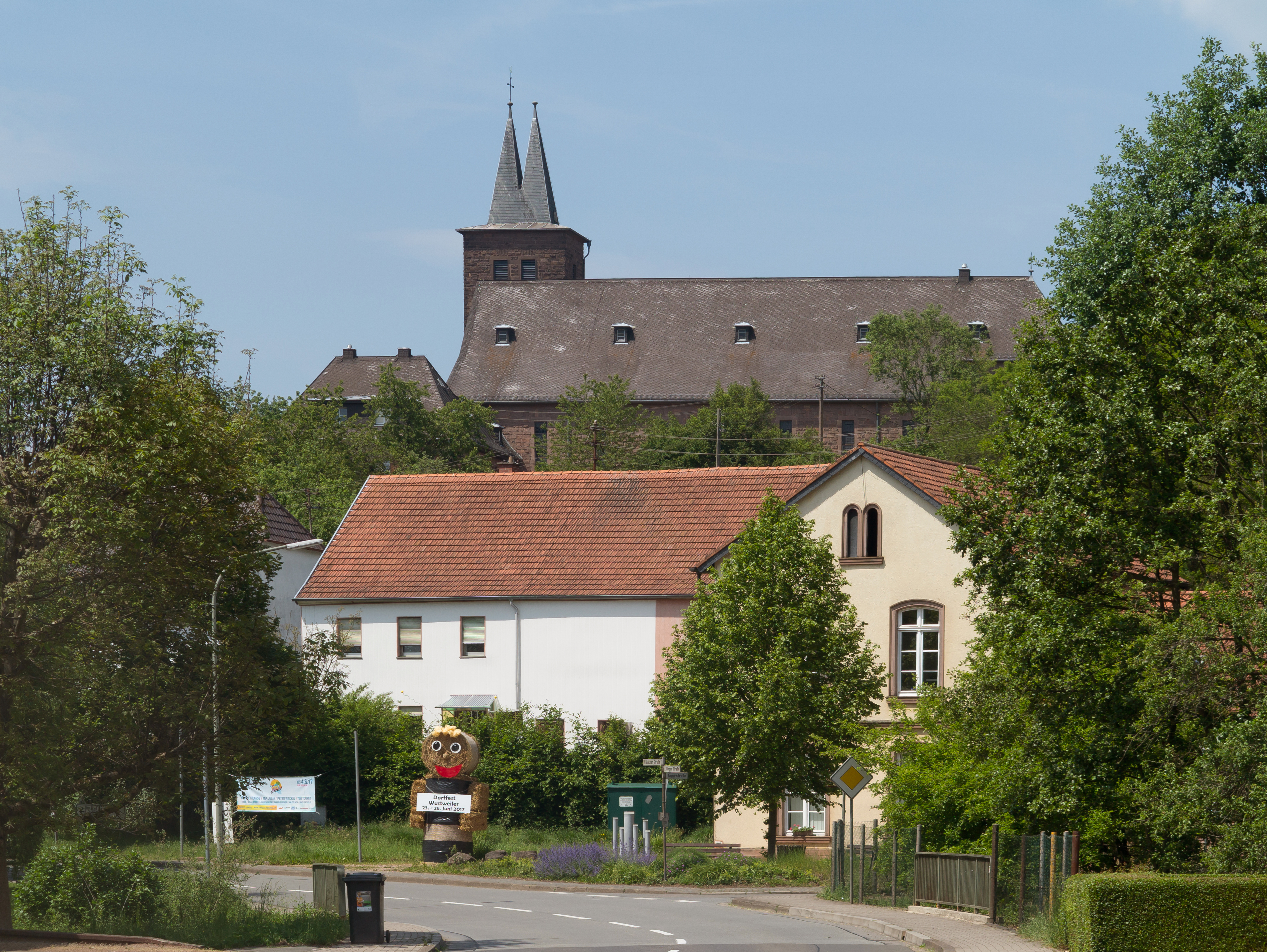
Wustweiler, l'église catholique: Pfarrkirche Herz Jesu

En 1974, après la Réforme régionale et administrative de la Sarre de 1974 (de), les villages de Hirzweiler, Hüttigweiler, Uchtelfangen, Wustweiler et Welschbach sont inclus dans la commune de Illingen.

## Personnalités liées à la ville
- Eliezer Berlinger (1904-1985), rabbin né à Illingen.
- Heinrich Bayer (1909-1944), résistant né à Uchtelfangen.
- Andreas Baltes (1930-2001), homme politique né à Hüttigweiler.
- Peter Müller (1955-), homme politique né à Illingen.

## Jumelages
La commune d’Ilingen est en jumelage avec Tuchów en Pologne, Bük en Hongrie et Toviklin au Bénin. Plusieurs villages ont aussi leur propre jumelage :
- Illingen : Civray (Vienne, France) ;
- Hüttigweiler : Verzy (Grand Est, France) ;
- Hirzweiler : Walschbronn  (Grand Est, France) ;
- Welschbach : Schwerborn (section d’Erfurt, Allemagne) ;
- Wustweiler : Woustviller (Grand Est, France).